# Вилијам Кранч Бонд
Вилијам Кранч Бонд (енгл. William Cranch Bond; Мејн, 9. септембар 1789 — Кембриџ, 29. јануар 1859) је био амерички астроном, и први директор опсерваторије на колеџу Харвард.

## Одрастање
Вилијам Кранч Бонд је рођен у Фолмауту у Мејну 9. септембра 1789. године. Када је био млад, његов отац, Вилијам Бонд, је постао угледни часовничар. Уз обуку свог оца и потпомогнут својим талентом за инжењерство, Вилијам Кранч Бонд је саставио свој први сат са петнаест година, да би касније и преузео очеву фирму, поставши врло вешт часовничар.

## Астроном аматер
Године 1806, када је имао седамнаест година, Бонд је видео помрачење Сунца. Убрзо након тога, постао је страствени астроном аматер. Када је саградио своју прву кућу, један део је учинио опсерваторијом, са отвором на плафону кроз који је његов телескоп био усмерен према небу.

## Пут у Европу
Године 1815. је Бонд путовао у Европу, послат од стране Харвард универзитета ради прикупљања информација о европским опсерваторијама. Датума 18. јула 1819. године је у Кингсбриџу у Девону, у Енглеској оженио своју блиску рођаку, Селину Кранч, са којом је имао четири сина и две кћери. Након Селинине смрти 1831. године, оженио је своју старију сестру, Мери Руп Кранч.

## Харвард опсерваторија
Године 1839. је Бонду дозвољено да пребаци своју личну астрономску опрему на Харвард и ради као неплаћени "астрономски осматрач Универзитета". Касније, 1843. године је посматрање комете популаризовало астрономију у јавности, те је Харвард прикупио новац за конструисање праве опсерваторије. Бонд је дизајнирао зграду и столицу за седење (које се и дан данас користе), а такође је купљен и телескоп немачке производње, који је први пут употребљен 24. јуна 1847. године, када је уперен ка Месецу.

## Открића
- Самостално је открио Велику комету из 1811. године
- Бонд и његов син Џорџ Филипс Бонд су открили Сатурнов месец Хиперион; овај месец је самостално открио и Вилијам Ласел у Енглеској, и обојица су добили заслуге за ово откриће.
- Отац и син су први посматрали тада најдубљи прстен Сатурна, назван Креп прстен, када су усмерили Харвардов телескоп ка Сатурну 1850. године.
- Радећи са Џоном Адамсом Виплом, отац и син Бонд су били пионири астрофотографије, усликавши прву фотографију звезде дагеротипом (Вега, 1850. година) икада у Америци. Укупно, овај тројац је усликао између 200 и 300 фотографија небеских облика.

## Легат
Бројни небески објекти су именовани у Бондову част. Међу њима су:
- Кратер В. Бонд на Месецу.
- Област "Бонд-Ласел Дорсум" на Хипериону
- Астероид 767 Бондиа је назван по нењу и његовом сину.
- Бондов процеп у оквиру Сатурновог прстена Ц је названа по њему и његовом сину.